# Ropica ituriensis
Ropica ituriensis là một loài bọ cánh cứng trong họ Cerambycidae.